# Napothera brevicaudata
A Napothera brevicaudata a madarak osztályának verébalakúak (Passeriformes) rendjébe és a Pellorneidae családjába tartozó faj.

## Rendszerezése
A fajt Edward Blyth angol zoológus írta le 1855-ben, a Turdinus nembe Turdinus brevicaudatus néven. Besorolása vitatott egyes szervezetek jelenleg is ide sorolják, más szervezetek a Gypsophila nembe sorolják Gypsophila brevicaudatus néven.

## Alfajai
- Napothera brevicaudata brevicaudata (Blyth, 1855)
- Napothera brevicaudata griseigularis (Delacour & Jabouille, 1928)
- Napothera brevicaudata leucosticta (Sharpe, 1887)
- Napothera brevicaudata proxima Delacour, 1930
- Napothera brevicaudata rufiventer (Delacour, 1927)
- Napothera brevicaudata stevensi (Kinnear, 1925)
- Napothera brevicaudata striata (Walden, 1871)
- Napothera brevicaudata venningi (Harington, 1913)[1]

## Előfordulása
Délkelet-Ázsiában, Kambodzsa, Kína, India, Laosz, Mianmar, Malajzia, Thaiföld és Vietnám területén honos. A természetes élőhelye a szubtrópusi vagy trópusi síkvidéki és hegyi esőerdők. Állandó, nem vonuló faj.

## Megjelenése
Testhossza 12-17 centiméter, testtömege 17-23 gramm.

## Életmódja
Rovarokkal és kagylókkal táplálkozik.